# Barbara Galinska
Barbara Galinska (Varsovia, 1957) es una diseñadora gráfica digital e ilustradora polaca.

## Biografía
Barbara Galinska trabajó como arquitecta, animadora de dibujos animados, diseñadora gráfica digital e ilustradora. Su acercamiento con la caligrafía comenzó en 2014 y trabaja sobre pergamino, bristol, papeles hechos a mano, paredes, vitrinas o textiles utilizando una pluma con varias puntas, pinceles, rotuladores, acrílicos y tinta, incluida la tinta de nuez hecha a mano. Es miembro de la Sociedad Polaca de Caligrafía. Imparte talleres de caligrafía en Jozefow, Varsovia y en el Scriptorium Villa Nova del Museo del Palacio del Rey Juan III de Wilanow.
En 2024 realizó una lámina con la caligrafía Stop War¡, jugando con los colores rojo y negro, que fue compartida en las redes sociales.

## Estilo
Su trabajo pretende revelar una cara diferente de la caligrafía, para Barbara Galinska es salvaje y caótica. En sus obras, la semántica parece ser tan importante como el valor estético y visual de una palabra. Pretende demostrar que una letra es perfecta para divertirse artísticamente con ella.

## Trabajos seleccionados
- The Tree of Life[1]
- The Alphabet[1]
- A Cat - A Mouse[1]

## Libros ilustrados
- Galinska, Barbara (2014). My Little Pony. En la granja: ¡Con pictogramas y pegatinas!. Everest. ISBN 978-8444168753.
- Gospodarka magazynowa. Difin. 2016. ISBN 978-8380853409.